# Etlingera subterranea
Etlingera subterranea är en enhjärtbladig växtart som först beskrevs av Richard Eric Holttum, och fick sitt nu gällande namn av Rosemary Margaret Smith. Etlingera subterranea ingår i släktet Etlingera och familjen Zingiberaceae. Inga underarter finns listade i Catalogue of Life.